# Куконенко, Никита Борисович
Никита Борисович Куконенко (бел. Мікіта Барысавіч Куканенка; 18 сентября 1998, Полоцк, Витебская область, Белоруссия — 19 мая 2021, Барановичи, Брестская область, Белоруссия) — белорусский военный лётчик, гвардии лейтенант. Герой Беларуси (2021), лётчик звена учебно-боевой эскадрильи на Як-130.

## Биография
Родился 18 сентября 1998 года в Полоцке. Его дедушка жил в городском посёлке Боровуха, в котором расположена вертолётная база, после посещения которой Никита решил стать пилотом. Окончив Полоцкое кадетское училище, поступил на авиационный факультет Военной академии Республики Беларусь. После окончания академии в 2020 году начал службу в Лидской штурмовой авиабазе — назначен лётчиком звена учебно-боевой эскадрильи на Як-130. За время службы также освоил самолёт Л-39.

## Гибель
19 мая 2021 года вместе со своим учителем майором Андреем Ничипорчиком выполняли над городом Барановичи учебно-тренировочный полёт. Экипаж Як-130 (борт 74) обнаружил техническую неисправность. Их машина резко пошла вниз, и её начало крутить. Были моменты, когда самолёт возобновлял на секунду управление, но потом пилоты снова теряли контроль над ситуацией. Диспетчер несколько раз говорил пилотам катапультироваться. Пилоты стремились увести самолёт от населённого пункта и, убедившись, что траектория падения находится вне жилых домов, лётчики попытались катапультироваться, однако из-за недостаточной высоты они погибли. В 12:33 самолёт упал возле двухэтажек в районе улицы Розы Люксембург, повредив три дома.
Похоронен в Полоцке.

## Награды и звания
- Герой Беларуси (24 ноября 2021 года, посмертно) — за мужество и героизм, проявленные при исполнении воинского долга (Указ Президента Республики Беларусь от 24.11.2021 № 457)[4][5][6].

## Память
- В конце декабря 2021 года Барановичский городской Совет депутатов принял решение «О присвоении наименований», согласно которому одной из улиц в Барановичах было присвоено имя Героя Беларуси Лейтенанта Никиты Куконенко (бел. вуліца Лейтэнанта Куканенкі)[7].
- В Музее партизанской славы при Застаринской библиотеке-клубе (д. Застаринье Барановичский район) оформлен уголок, посвящённый Героям Беларуси[8].
- 20 мая 2022 года в Барановичах по случаю первой годовщины со дня трагедии был открыт мемориал в честь погибших лётчиков-героев Андрея Ничипорчика и Никиты Куконенко[9]. В церемонии открытия принял участие министр обороны Республики Беларусь Виктор Хренин[10][11].
- На доме в Лиде, где жил Никита Куконенко, открыта мемориальная доска[12].
- В Лиде имя Никиты Куконенко присвоено средней школе № 6 — ГУО «Средняя школа № 6 г. Лиды имени Н. Б. Куконенко»[13][14].
- Мемориальная доска в честь Никиты Куконенко открыта на здании ГУО «Средняя школа № 6 г. Лиды имени Н. Б. Куконенко»[15].
- Пионерской дружине ГУО «Средняя школа №13 в г. Барановичи» присвоено имя лётчиков-героев Беларуси Н. Б. Куконенко и А. В. Ничипорчика (2022)[16].
- Пионерской дружине Тарновской средней школы присвоено имя Героя Беларуси Никиты Куконенко (аг. Тарново, Лидский район).
- В детском образовательно-оздоровительном лагере «Зубренок» открыли мемориальный уголок в память о Герое Беларуси Никите Куконенко[17].
- Земля с мест гибели трёх белорусских лётчиков будет храниться в Крипте Национального мемориального комплекса Храма-памятника в честь Всех Святых и в память о жертвах, спасению Отечества нашего послуживших[18].
- В музее Полоцкого кадетского училища одна из экспозиций посвящена Никите Куконенко.
- 17 мая 2024 года на территории Полоцкого кадетского училища, выпускником которого являлся Никита Куконенко, открыт памятник погибшему Герою[19][20]. В Барановичах открыта мемориальная доска в честь лётчиков-героев Андрея Ничипорчика и Никиты Куконенко. Размещена на доме, который находится на пересечении улиц, названных именами лётчиков-героев[21].
- В мае 2024 года в Полоцке открыта мемориальная доска на доме, где жил Герой Беларуси Никита Куконенко.
- Художественный фильм "Одно на двоих", посвящённый подвигу Героев Беларуси — военных летчиков майора А. Ничипорчика и лейтенанта Н. Куконенко[22] (киностудия — Беларусьфильм).

## Личная жизнь
У погибшего пилота осталась жена Татьяна. Они сыграли свадьбу в сентябре 2020 года.